# Salzburg Bulls
I Salzburg Bulls sono stati una squadra di football americano di Salisburgo, in Austria.

## Storia
Fondati nel 1982 come Salzburg Lions, cambiarono nome in Salzburg Bulls nel 1990 in seguito alla fusione con gli Hallein Diggers.
Da una loro scissione sono nati nel 2013 i Salzburg Ducks; le due squadre si sono riunificate nel 2021, partecipando al campionato 2021 come Salzburg Football Team, mentre successivamente assumeranno il nome Ducks.

## Dettaglio stagioni

### Tornei nazionali

#### Campionato

##### AFL
| Stagione | regular season | regular season | regular season | regular season | regular season | regular season | playoff | playoff | playoff | playoff | playoff | playoff       | playoff                    |
|          | Vin            | Par            | Per            | Tot            | PF             | PS             | Vin     | Per     | Tot     | PF      | PS      | risultato     | avversaria                 |
| -------- | -------------- | -------------- | -------------- | -------------- | -------------- | -------------- | ------- | ------- | ------- | ------- | ------- | ------------- | -------------------------- |
| 1984     | 6              | 0              | 2              | 8              | 282            | 75             | 2       | 0       | 2       | 33      | 10      | Campioni      | Graz Giants                |
| 1985-86  | 0+?            | 0+?            | 1+?            | 8              | 6+?            | 22+?           | -       | -       | -       | -       | -       | -             | -                          |
| 1987     | 6              | 0              | 4              | 10             | ?              | ?              | 1       | 1       | 2       | 16      | 33      | Austrian Bowl | Graz Giants                |
| 1988     | ?              | ?              | ?              | 8              | ?              | ?              | -       | -       | -       | -       | -       | -             | -                          |
| 1989     | ?              | ?              | ?              | 8              | ?              | ?              | 2       | 0       | 2       | 100     | 0       | Campioni      | Graz Giants                |
| 1990     | ?              | ?              | ?              | 8              | ?              | ?              | 0       | 1       | 1       | ?       | ?       | Semifinale    | Klosterneuburg Mercenaries |
| 2010     | 0              | 0              | 6              | 6              | 114            | 291            | -       | -       | -       | -       | -       | -             | -                          |
| 2011     | 0              | 0              | 6              | 6              | 35             | 406            | -       | -       | -       | -       | -       | -             | -                          |
| Totale   | 12+?           | 0+?            | 19+?           | 54             | 437+?          | 794+?          | 5       | 2       | 7       | 149+?   | 43+?    |               |                            |

Fonti: Enciclopedia del Football - A cura di Massimo Mezzetti

##### Austrian Football Division 1/AFL Division I
| Stagione | regular season | regular season | regular season | regular season | regular season | regular season | playoff | playoff | playoff | playoff | playoff | playoff     | playoff               |
|          | Vin            | Par            | Per            | Tot            | PF             | PS             | Vin     | Per     | Tot     | PF      | PS      | risultato   | avversaria            |
| -------- | -------------- | -------------- | -------------- | -------------- | -------------- | -------------- | ------- | ------- | ------- | ------- | ------- | ----------- | --------------------- |
| 2004     | 6              | 0              | 0              | 6              | 267            | 26             | 2       | 1       | 3       | 79      | 28      | Silver Bowl | Vienna Vikings 2      |
| 2008     | 4              | 0              | 4              | 8              | 186            | 216            | 0       | 1       | 1       | 17      | 24      | Semifinale  | Sankt Pölten Invaders |
| 2009     | 6              | 0              | 2              | 8              | 266            | 141            | 1       | 1       | 2       | 82      | 39      | Silver Bowl | Sankt Pölten Invaders |
| 2012     | 3              | 0              | 5              | 8              | 64             | 93             | -       | -       | -       | -       | -       | -           | -                     |
| 2013     | 0              | 0              | 8              | 8              | 48             | 310            | -       | -       | -       | -       | -       | -           | -                     |
| 2016     | 3              | 0              | 5              | 8              | 164            | 201            | -       | -       | -       | -       | -       | -           | -                     |
| 2017     | 1              | 0              | 7              | 8              | 122            | 272            | -       | -       | -       | -       | -       | -           | -                     |
| 2018     | 2              | 0              | 6              | 8              | 104            | 172            | -       | -       | -       | -       | -       | -           | -                     |
| 2019     | 4              | 0              | 4              | 8              | 210            | 173            | -       | -       | -       | -       | -       | -           | -                     |
| Totale   | 29             | 0              | 41             | 70             | 1431           | 1604           | 3       | 3       | 6       | 178     | 91      |             |                       |

Fonti: Enciclopedia del Football - A cura di Massimo Mezzetti

##### Austrian Football Division 2/AFL Division II
| Stagione | regular season | regular season | regular season | regular season | regular season | regular season | playoff | playoff | playoff | playoff | playoff | playoff    | playoff         |
|          | Vin            | Par            | Per            | Tot            | PF             | PS             | Vin     | Per     | Tot     | PF      | PS      | risultato  | avversaria      |
| -------- | -------------- | -------------- | -------------- | -------------- | -------------- | -------------- | ------- | ------- | ------- | ------- | ------- | ---------- | --------------- |
| 2011     | 0              | 0              | 6              | 6              | 38             | 207            | -       | -       | -       | -       | -       | -          | -               |
| 2014     | 3              | 0              | 5              | 8              | 95             | 217            | -       | -       | -       | -       | -       | -          | -               |
| 2015     | 6              | 0              | 2              | 8              | 238            | 90             | 0       | 1       | 1       | 20      | 37      | Semifinale | Budapest Wolves |
| Totale   | 9              | 0              | 13             | 22             | 371            | 514            | 0       | 1       | 1       | 20      | 37      |            |                 |

Fonti: Enciclopedia del Football - A cura di Massimo Mezzetti

##### AFL - Division IV
| Stagione | regular season | regular season | regular season | regular season | regular season | regular season | playoff | playoff | playoff | playoff | playoff | playoff   | playoff    |
|          | Vin            | Par            | Per            | Tot            | PF             | PS             | Vin     | Per     | Tot     | PF      | PS      | risultato | avversaria |
| -------- | -------------- | -------------- | -------------- | -------------- | -------------- | -------------- | ------- | ------- | ------- | ------- | ------- | --------- | ---------- |
| 2017     | 4              | 0              | 2              | 6              | 129            | 110            | -       | -       | -       | -       | -       | -         | -          |
| 2018     | 1              | 0              | 5              | 6              | 43             | 141            | -       | -       | -       | -       | -       | -         | -          |
| 2019     | 2              | 0              | 4              | 6              | 103            | 126            | -       | -       | -       | -       | -       | -         | -          |
| Totale   | 7              | 0              | 11             | 18             | 275            | 377            | -       | -       | -       | -       | -       |           |            |

Fonti: Enciclopedia del Football - A cura di Massimo Mezzetti

### Riepilogo fasi finali disputate
| Anno           | Luogo      | Evento                       | Fase del torneo | Incontro                                    | Risultato |
| 3 luglio 1984  | Salisburgo | Austrian Football League     | Austrian Bowl   | Salzburg Lions - Graz Giants                | 27 - 10   |
| 5 luglio 1987  | Vienna     | Austrian Football League     | Austrian Bowl   | Graz Giants - Salzburg Lions                | 20 - 0    |
| 1º luglio 1989 | Salisburgo | Austrian Football League     | Austrian Bowl   | Graz Giants - Salzburg Lions                | 0 - 34    |
| 1990           |            | Austrian Football League     | Semifinale      | Salzburg Lions - Klosterneuburg Mercenaries | p - v     |
| 3 luglio 2004  |            | Austrian Football Division 1 | Silver Bowl     | Vienna Vikings 2 - Salzburg Bulls           | 21 - 12   |
| 28 giugno 2008 |            | Austrian Football Division 1 | Semifinale      | Sankt Pölten Invaders - Salzburg Bulls      | 24 - 17   |
| 11 luglio 2009 |            | Austrian Football Division 1 | Silver Bowl     | Salzburg Bulls - Sankt Pölten Invaders      | 26 - 27   |
| 5 luglio 2015  |            | AFL Division II              | Semifinale      | Budapest Wolves - Salzburg Bulls            | 37 - 20   |

## Palmarès
- 2 Austrian Bowl (1984[3], 1989[3])
- 3 Silver Bowl (1995[5], 1997[5], 2003)